# Журавлёва (Упоровский район)
Журавлёва – упразднённая в 1973 году деревня на территории Видоновского сельского поселения Упоровского района Тюменской области. Одна часть деревни располагалась на левом берегу реки Кизак другая на правом берегу речки Манай при впадении её в речку  Кизак, в 3-х км от деревни Видонова и в 7 км от села Кизак .

## История
Деревня впервые упоминается в ревизской сказке 1762 года.  Основали её братья Журавлевы Иван, Максим и Осип, уроженцы Беляковской слободы .
В 1782 году относилась к слободе Кизакской, с 1895 в составе Кизакской волости, с 1919 года -  Журавлевского сельсовета Кизакской волости Ялуторовского уезда. В начале 1924 года Журавлевский сельсовет вошел в Видоновского сельского поселения Емуртлинского района,  1.01.1932 года передан в Упоровский район, с 25.01.1935 в Новозаимском районе, с 6.02.1943 в Упоровском районе, с 1.02.1963 в Ялуторовском районе, с 12.01.1965 в Заводоуковском районе, с 10.12.1966 в Упоровском районе .
- В 1912 в деревне были хлебозапасной магазин, 7 ветряных мельниц. [4].
- Деревня Журавлева относилась к приходу Николаевской церкви села Кизакской [5].
- В советское время были, магазин, киноустановка. В начале 1960-х годов появилось электричество, построен новый коровник, свинарник. Решением Упоровского РИК от 28.11.1973 года деревня Журавлева упразднена. [6].

## Население
По ревизской сказке 1762 года в Журавлевой жили: Богдановы, Вожевы, Гашеневы, Грошевы, Журавлевы, Квашнины, Кудины, Куроптевы, Лихановы, Медведевы, Переладовы, Ренёвы, Серковы, Третьяковы, Фараносовы. 
| 1762 | 1782 | 1816 | 1834 | 1858 | 1897 | 1926 |
| 153  | 234  | 344  | 488  | 2158 | 462  | 383  |

По ревизской сказке 1858 года в Журавлевой жили 2168 чел. из них переселенцев из Курской губернии 1629 чел. 